# Grace Sherwood
Grace White Sherwood (1660-1740), llamada la Bruja de Pungo, es la última persona de la que se sabe que fue condenada por brujería en Virginia (sin embargo, una mujer llamada Mary fue condenada por supuestamente usar la brujería para encontrar objetos y tesoros perdidos y fue azotada treinta y nueve veces en 1730, en el que fue el último juicio por brujería registrado en Virginia).
Granjera, curandera y partera, fue acusada por sus vecinos de transformarse en gato, dañar los cultivos y causar la muerte del ganado. Fue acusada de brujería varias veces; en su juicio de 1706, Sherwood fue acusada de embrujar a su vecina, Elizabeth Hill, provocando el aborto espontáneo de ésta. El tribunal ordenó que se determinara la culpabilidad o inocencia de Sherwood al sumergirla en el agua. Si se hundía, era inocente; si no lo hacía, era culpable. Sherwood salió a la superficie y pudo haber pasado casi ocho años en la cárcel antes de ser liberada.
Sherwood vivió en Pungo, en el condado de la princesa Ana (hoy parte de Virginia Beach), y se casó con James Sherwood, un hacendado, en 1680. La pareja tuvo tres hijos: John, James y Richard. Su primer caso fue en 1697; se la acusó de haber hechizado a un toro, lo que provocó su muerte, pero el asunto fue desestimado por acuerdo de ambas partes. Al año siguiente fue nuevamente acusada de brujería por dos vecinos; supuestamente embrujó los cerdos y la cosecha de algodón de uno de ellos. Sherwood demandó por difamación después de cada acusación, pero sus demandas no tuvieron éxito y su marido tuvo que pagar las costas del juicio. En 1706 fue condenada por brujería y encarcelada. Liberada de la prisión en 1714, recuperó sus bienes del condado de la princesa Ana (su marido había muerto en 1701). No se volvió a casar y vivió en su granja hasta su muerte en 1740 a la edad de unos 80 años.

## Posteridad
El 10 de julio de 2006, en el 300º aniversario de la condena de Sherwood, el gobernador Tim Kaine concedió un indulto informal para "restablecer oficialmente [su] buen nombre", reconociendo que había sido condenada injustamente. Se erigió una estatua que la representa cerca de Sentara Independence en Independence Boulevard en Virginia Beach, cerca del lugar donde estuvo el tribunal colonial donde fue juzgada. Está esculpida junto a un mapache, representando su amor por los animales, y lleva una cesta con ajo y romero, en reconocimiento a su saberes en herbología.